# Papallacta stenoptera
Papallacta stenoptera är en tvåvingeart som beskrevs av Daniel J. Bickel 2006. Papallacta stenoptera ingår i släktet Papallacta och familjen styltflugor.
Artens utbredningsområde är Ecuador. Inga underarter finns listade i Catalogue of Life.